# The Fall of the House of Usher

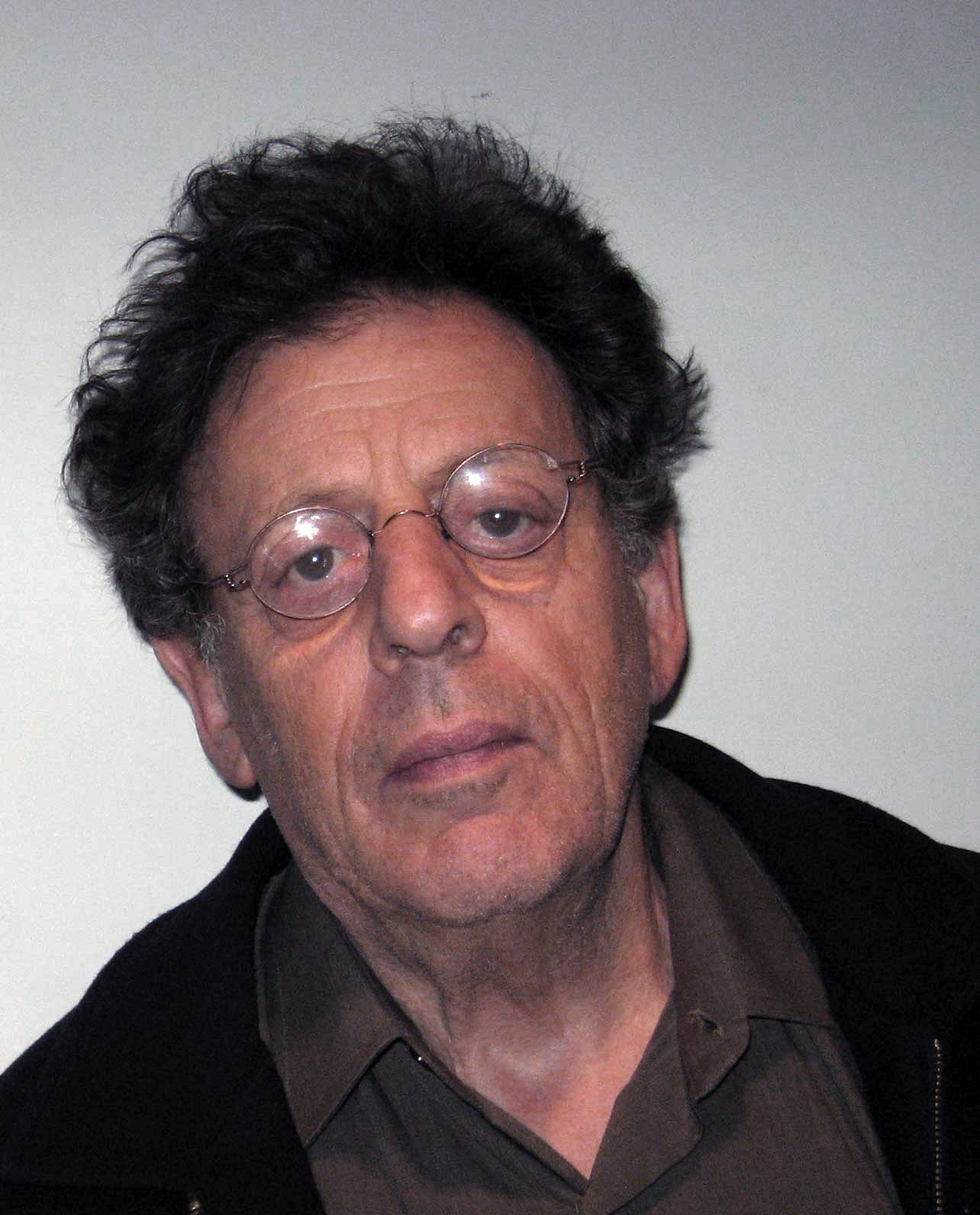
Philip Glass

The Fall of the House of Usher (Huset Ushers undergång) är en kammaropera i två akter av Philip Glass med libretto av Arthur Yorinks, efter Edgar Allan Poes berättelse Huset Ushers undergång.

## Historia
Poes berättelse har fascinerat poeter, dramatiker och tonsättare i ett och ett halvt sekel. Philip Glass och Arthur Yorinks försökte skapa en stämning fylld av aningar, halvsanningar, lögner och sanningar. Publiken får leva i ovisshet om det handlar om  incest, homosexualitet, mord eller övernaturliga krafter.
Roderick och hans sjuka syster Madeleine – de sista av släkten Usher – lever i ångest och skräck, omgivna av hotande skuggor. De har helt vuxit samman med huset och ger nu uttryck för all den negativa energi, som de fått med sig från föregående generationerna. På Rodericks enträgna begäran skyndar sig William – en gammal skolkamrat – att besöka syskonen. Men inte heller han kan hjälpa dem, utan tvingas uppleva hur Madeleine dör på ett oförklarligt sätt, för att sedan dyka upp på nytt och ta med sig brodern till dödsriket. William lyckas med knapp nöd själv rädda sig från det sönderfallande huset.

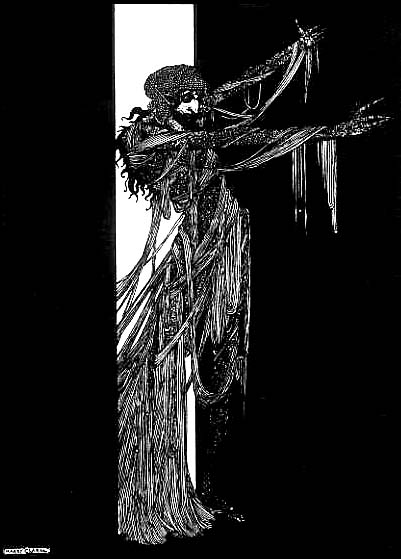
Illustration av Harry Clarke till Poes bok

Operan hade premiär 18 maj 1988 på American Repertory Theatre i Cambridge, Massachusetts.

## Personer
- Roderick Usher (tenor)
- Madeleine Usher, hans syster (sopran)
- William, vän och berättare (baryton)
- Läkaren (tenor)
- Tjänaren (baryton)